# Genfer Moschee
Die Genfer Moschee (auch: Moschee Petit-Saconnex) wurde 1976–1978 im Stadtteil Le Petit-Saconnex in Genf erbaut. Sie wird von der Islamischen Kulturstiftung Genf (Fondation Culturelle Islamique de Genève) verwaltet.
Sie wurde vom saudi-arabischen König Chalid ibn Abd al-Aziz und vom Schweizer Bundesrat Pierre Aubert eingeweiht und ist die grösste Moschee in der Schweiz. Sie bietet rund 1500 Gläubigen Platz. Das Minarett erreicht eine Höhe von 22 Metern und ist damit das höchste der Schweiz. Der gegenwärtige Imam der Moschee ist Noureddine Ferjani.

## Geschichte
Die erste Moschee für Muslime in Genf, das Islamische Zentrum Genf, wurde in den frühen sechziger Jahren gegründet. Es bot jedoch mit der Zeit nicht genügend Platz für die Gläubigen (aufgrund der wachsenden Anzahl Muslime) und es entstand der Wunsch, eine Moschee zu bauen. Die Islamische Kulturstiftung Genf wurde zu diesem Zweck im Jahr 1975 von mehreren muslimischen Persönlichkeiten aus Genf gegründet. Darunter der ehemalige irakische Botschafter Najib El-Rawi, der syrische Bankier Zoheir Mardam-Bey und der saudi-arabische Botschafter Dr. Medhat Sheikh El Ard. Man bat das Königreich Saudi-Arabien um Hilfe, welches positiv reagierte und den Bau finanzierte. Als Architekten wählte man Osman Gürdoğan, einen Genfer Architekten türkischer Herkunft. Das Minarett verursachte damals keinen politischen Aufruhr. Als der damalige FDP-Stadtpräsident, Jacques Vernet die Baupläne sah, sagte er: "Was ist das für ein Minarett! Es ist zu riquiqui (zu klein), machen sie es mindestens so hoch, wie die umliegenden Gebäude." Der Bau dauerte 2,5 Jahre. Am 1. Juni 1978 wurde die Moschee feierlich eröffnet.